# 1117

## Догађаји
- 3. јануар – Земљотрес у Верони. Земљотрес је оцењен као VII (Веома јак) на Меркалијевој скали интензитета и погодио је северну Италију и Немачку. Епицентар првог потреса је близу Вероне, града који је претрпео највећу штету. Спољни зид амфитеатра је делимично срушен, а стојећи део је оштећен у каснијем земљотресу 1183. године. Многе друге цркве, манастири и древни споменици су уништени или озбиљно оштећени, чиме је уништен велики део ране средњовековне архитектуре Вероне и омогућена је масовна романска обновa.Печат краља Стефана II од Угарске
- Краљ Стефан II од Угарске враћа Далмацију од Млетачке Републике док су Млечани на поморској експедицији. Дужд Орделафо Фалиеро гине у бици (близу Задра) против Угара. Фалиера наслеђује Доменико Михиел, који поново осваја више територија и пристаје на петогодишње примирје са Угарском.
- Рамон Беренгер III, гроф од Барселоне, наслеђује Сердању (налази се између Пиринеја и реке Ебро) која постаје део Кнежевине Каталоније.
- Владислав I, војвода од Бохемије, абдицира у корист свог брата Боривоја II, али задржава велики део стварне власти.
- Алморавиди накратко поново освајају Коимбру (данашњи Португал).
- Битка код Газнија: Селџучке снаге под Ахмадом Санџаром (који подржавају претензије Бахрам-Шаха) нападају Авганистан и побеђују владајућег султана Арслан-Шаха. Бахрам наслеђује свог брата као владар Газневидског царства.
- Сукоб између де факто независних муслиманских република Габеса и Махдије (данашњи Тунис) у Ифрикији. Мадију подржава династија Зирида, док Габес добија помоћ Руђера II, грофа Сицилије.
- Крсташи предвођени краљем Балдуином I од Јерусалима нападају Пелузијум у Египту и спаљују град до темеља. Балдуин се враћа у Палестину и јача утврђења на јужној граници.
- Краљ Махабарана Адитија (Коимала) из династије Темуге постаје први краљ који влада целим Малдивима. Он враћа северне атоле од индијских освајача.
- Магнетни компас је први пут коришћен за поморску навигацију током династије Сунг у Кини.

## Смрти
- Бертрада од Монфорта

- Михаило Дука (протостратор)